# Epinephelus tauvina
Espèce
Statut de conservation UICN

 DD  : Données insuffisantes

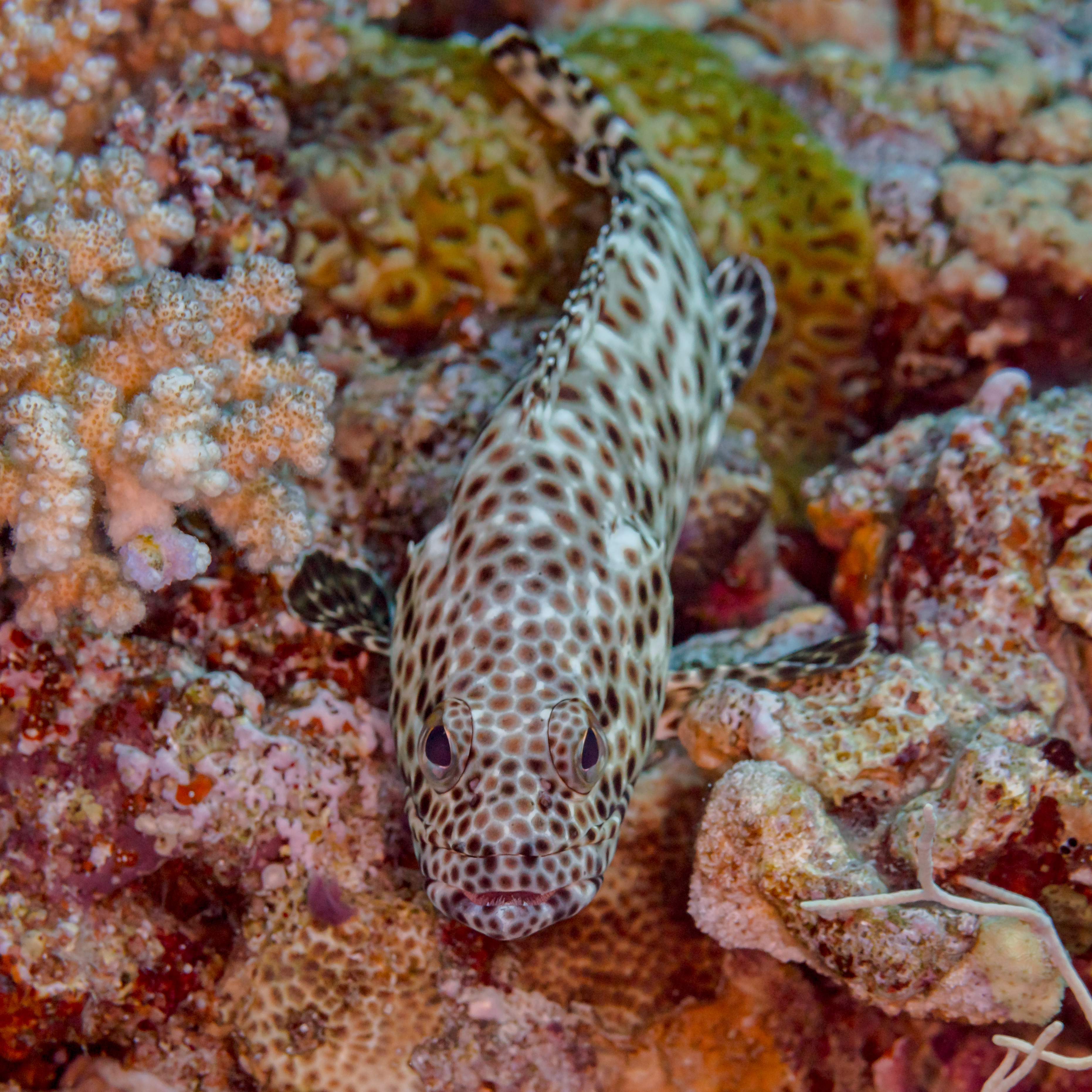
Epinephelus tauvina en mer Rouge. Avril 2023.

Le Mérou loutre (Epinephelus tauvina) est un poisson marin appartenant à la famille des Serranidae.